# 赤沼真知子
赤沼 真知子（あかぬま まちこ）は、Cooking Location主宰 アジアン料理研究家、英会話講師、翻訳家。

## 来歴
長野県出身。幼稚園教諭を経て、ニュージーランドの語学学校を卒業。
英会話講師のかたわら、アジア各国で料理の勉強をしている。
長野県カルチャーセンター講師。
NAVEA 長野県ベトナム交流協会理事。
イトトヨシを主催。
大の着物好きでもあり、長野市民新聞にて『真知子の着物暮らし』を連載中。
英語が堪能なことから翻訳の仕事をする事もある。